# 坎貝爾 (北卡羅萊納州)
坎貝爾（英語：Campbell）是位於美國北卡羅萊納州斯托克斯縣的非建制地區。

## 歷史
坎貝爾的郵局於1881年設立，其後於1925年停運。

## 地理
坎貝爾所處的海拔為高於海平面347米（即1138英呎），而該地所採用的時區為UTC-5，即北美东部时区（EST）。同時該地設有夏令時間，為UTC-5調快一小時，即UTC-4（EDT）。